# Street Hassle
 (février 2023).
Si vous disposez d'ouvrages ou d'articles de référence ou si vous connaissez des sites web de qualité traitant du thème abordé ici, merci de compléter l'article en donnant les références utiles à sa vérifiabilité et en les liant à la section « Notes et références ».
Albums de Lou Reed
Rock and Roll Heart
(1976) Live: Take No Prisoners
(1978)
Street Hassle est un album de Lou Reed sorti en 1978.

## Titres
Toutes les chansons sont de Lou Reed.
1. Gimmie Some Good Times – 3:15
2. Dirt – 4:44
3. Street Hassle – 10:58
4. I Wanna Be Black – 2:56
5. Real Good Time Together – 2:22
6. Shooting Star – 3:10
7. Leave Me Alone – 4:45
8. Wait – 3:12

## Musiciens
- Lou Reed : guitare, basse, piano, chant
- Stuart Heinrich : guitare (3), chœurs (7)
- Michael Fonfara : piano (4, 6)
- Marty Fogel : saxophone
- Steve Friedman : basse, chœurs (7)
- Jeffrey Ross : guitare, chant
- Michael Suchorsky : batterie
- Aram Schefrin : arrangements des cordes
- Jo'Anna Kameron, Angela Howard, Christine Wiltshire, Genya Raven : chœurs
- Bruce Springsteen : voix (3)